# Condado de Lake (Montana)
O Condado de Lake é um dos condados do estado norte-americano do Montana. Tinha 26 507 habitantes no censo de 2000. A sua capital é Polson, que é também a sua maior cidade. O condado tem uma área de 4284 km² (dos quais 414 km² estão cobertos por água), uma população de 26 507 habitantes, e uma densidade populacional de 6,85 hab/km² (segundo o censo nacional de 2000). O condado foi fundado em 1923.